# Romain Esse
Romain Joy Kouakou Esse (Lambeth, 13 maggio 2005) è un calciatore inglese, centrocampista del Crystal Palace.

## Caratteristiche tecniche
Centrocampista offensivo, può essere utilizzato anche in attacco.

## Carriera

### Club
Esse è cresciuto nel settore giovanile del Millwall ed ha debuttato in prima squadra il 26 dicembre 2022 nell'incontro di Championship vinto 2-0 contro il Watford. Il 19 gennaio 2023 ha firmato il suo primo contratto professionistico ed il 5 agosto seguente ha trovato il primo gol in carriera rivelatosi decisivo nel successo per 1-0 sul Middlesbrough.
Il 18 gennaio 2025 viene acquistato dal Crystal Palace.

### Nazionale
Ha giocato nelle nazionali giovanili inglesi Under-18, Under-19 ed Under-20.

## Statistiche

### Presenze e reti nei club
Statistiche aggiornate al 3 novembre 2024.
| Stagione        | Squadra         | Campionato      | Campionato | Campionato | Coppe nazionali | Coppe nazionali | Coppe nazionali | Coppe continentali | Coppe continentali | Coppe continentali | Altre coppe | Altre coppe | Altre coppe | Totale | Totale |
| Stagione        | Squadra         | Comp            | Pres       | Reti       | Comp            | Pres            | Reti            | Comp               | Pres               | Reti               | Comp        | Pres        | Reti        | Pres   | Reti   |
| --------------- | --------------- | --------------- | ---------- | ---------- | --------------- | --------------- | --------------- | ------------------ | ------------------ | ------------------ | ----------- | ----------- | ----------- | ------ | ------ |
| 2022-2023       | Millwall        | FLC             | 12         | 0          | FACup+CdL       | 1+0             | 0               | -                  | -                  | -                  | -           | -           | -           | 13     | 0      |
| 2023-2024       | Millwall        | FLC             | 25         | 2          | FACup+CdL       | 1+1             | 0               | -                  | -                  | -                  | -           | -           | -           | 27     | 2      |
| 2024-2025       | Millwall        | FLC             | 13         | 3          | FACup+CdL       | 0+2             | 0+1             | -                  | -                  | -                  | -           | -           | -           | 15     | 4      |
| Totale carriera | Totale carriera | Totale carriera | 50         | 5          |                 | 5               | 1               |                    | -                  | -                  |             | -           | -           | 55     | 6      |

## Palmarès

### Club

#### Competizioni nazionali
- Coppa d'Inghilterra: 1

Crystal Palace: 2024-2025
- Community Shield: 1

Crystal Palace: 2025